# Zygothrica glossusta
Zygothrica glossusta är en tvåvingeart som beskrevs av David Grimaldi 1987. Zygothrica glossusta ingår i släktet Zygothrica och familjen daggflugor. Inga underarter finns listade i Catalogue of Life.